# 1333
1333 (MCCCXXXIII) var ett normalår som började en fredag i den julianska kalendern.

## Händelser

### Juli
- 19 juli – Slaget vid Halidon Hill utkämpas mellan engelsmän och skottar.

### Okänt datum
- För att täcka kostnaderna för köpet av Skånelandskapen tar kung Magnus Eriksson lån av kyrkotiondena vid ett rådsmöte i Örebro, men tvingas ändå pantsätta Blekinge.
- Kasimir den store av Polen förmår tyska nybyggare att slå sig ned i landet.

## Födda
- Helena Kantakouzene, kejsarinna av Bysans.
- Eufemia de Ross, drottning av Skottland 1371–1386 (gift med Robert II) (född före detta år)

## Avlidna
- 12 maj – Imelda Lambertini, italiensk dominikanernovis och jungfru, saligförklarad 1826.
- 16 oktober – Nicolaus V, född Pietro Rainalducci, motpåve 1328–1330.
- Novella d'Andrea, italiensk advokat och professor i juridik vid universitetet i Bologna.